# Ayhan Sucu
Ayhan Sucu (ur. 2 kwietnia 1987) – turecki zapaśnik walczący w stylu wolnym. Zajął dwunaste miejsce na mistrzostwach świata w 2018. Piętnasty na mistrzostwach Europy w 2007. Mistrz śródziemnomorski w 2010. Jedenasty w Pucharze Świata w 2010; trzynasty w 2012 i szósty w drużynie w 2008. Wicemistrz świata i Europy juniorów w 2007 roku.